# Helena Paździoch
Helena Paździoch (z domu Meissner) – postać fikcyjna, bohaterka serialu Świat według Kiepskich. W jej rolę wcielała się Renata Pałys.

## Charakterystyka
Żona Mariana Paździocha, po jego śmierci wdowa. Mieszkała w kamienicy przy ulicy Ćwiartki 3/4. W ostatnich sezonach serialu mieszkała również z synem Mariana – Januszem. Przyjacielskie kontakty utrzymywała z Haliną i Jolasią, Krystyną Kozłowską, a także z Malinowską ze sklepu u Stasia. Otwarcie przyznawała, że jej małżeństwo z Marianem było patologiczne. Helenę cechował wybuchowy i konfliktowy charakter. Często wchodziła w kłótnie z mężem oraz sąsiadami. Często utrzymywała dobre relacje z Haliną Kiepską.
Apodyktyczna, wybuchowa, ordynarna, skąpa i wulgarna wdowa po Marianie Paździochu. Nie ma dzieci, prawdopodobnie jest bezpłodna. Często kłóciła się z mężem, krzyczała na niego, przezywała obraźliwymi określeniami i groziła, że go zabije. Niejednokrotnie wyrzucała go także z domu, choć zawsze przyjmowała go z powrotem. Była z nim tylko dla pieniędzy. Potrafiła być dla niego miła jedynie w Wigilię.